# Abbaye de Güigüe

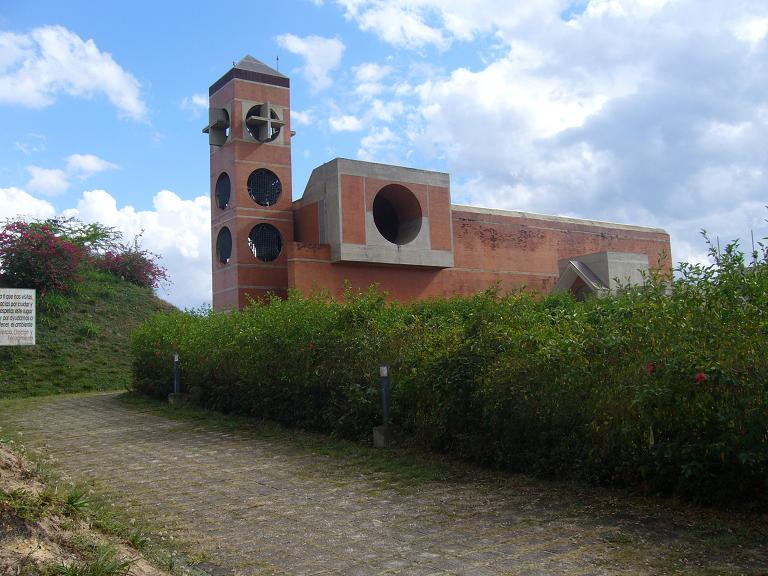
Vue de l'église abbatiale.

L'abbaye Saint-Joseph de Güigüe est une abbaye bénédictine de la congrégation des bénédictins missionnaires de Sainte-Odile située au Vénézuela, à Güigüe, petite ville au sud du lac de Valencia dans l'État de Carabobo.
L'édifice a été conçu par l'architecte vénézuélien Jesús Tenreiro Degwitz et a reçu le prix national d'architecture en 1991.

## Histoire

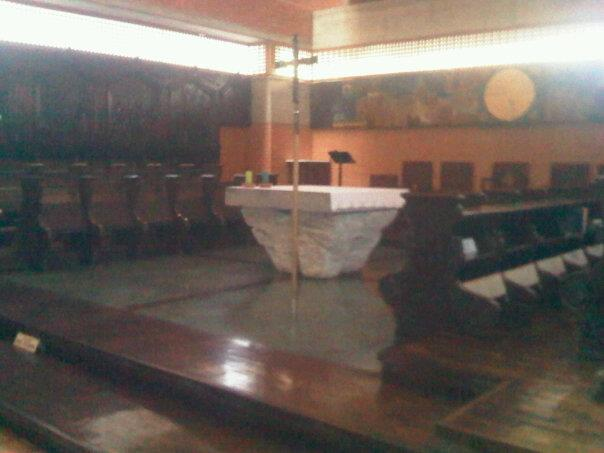
Autel et stalles.

Quatre premiers moines bénédictins de la congrégation des bénédictins missionnaires de Sainte-Odile arrivent dans le pays à Caracas le 2 avril 1923. Leur but est de prêter main-forte à l'œuvre du prêtre Santiago Machado en faveur des enfants pauvres.
Le 16 juin 1947, les moines obtiennent le droit de fonder un prieuré. Il est érigé en abbaye le 7 décembre 1964. Le 22 septembre 1990, elle déménage à Güigüe, l'implantation de Caracas étant limitée par l'expansion urbaine. La nouvelle abbaye comprend l'église, l'aire de service, l'hôtellerie et la clôture des moines. On remarque dans l'église des sculptures représentant la vie de saint Benoît, du sculpteur espagnol Mauricio Iranzo (1885-1972), deux vitraux de Gladys Meneses, une grande fresque murale polychrome dans la chapelle du Très-Saint-Ssacrement, œuvre de Gregorio Torres.  
Elle comptait en 2010 un effectif de dix moines et deux novices. L'abbaye est dirigée depuis 2004 par le R.P. Otto Lohner OSB, venu jadis de l'archi-abbaye de Sainte-Odile.
Elle a donné naissance à deux fondations, l'une à Camuri Chico, sur la côte près de Caracas, l'autre en Colombie à El Rosal.
L'abbaye reçoit pour des exercices spirituels et des retraites. La messe dominicale est à 10 heures.